# Катар 2015 (шаховий турнір)
Qatar Masters Open 2015 — міжнародний шаховий турнір, що проходить з 19 по 29 грудня 2015 року в м.Доха (Катар) за швейцарською системою у 9 турів.
Переможцем турніру став чинний чемпіон світу Магнус Карлсен, який на тай-брейку переміг торішнього тріумфатора Юй Ян'ї з рахунком 2-0.

## Регламент турніру

### Розклад змагань
| - відкриття турніру — 19 грудня (початок о 18-00) - 1 тур — 20 грудня (початок партій о 14-00) - 2 тур — 21 грудня (14-00) - 3 тур — 22 грудня (14-00) - 4 тур — 23 грудня (14-00) - 5 тур — 24 грудня (14-00) | - вихідний день — 25 грудня - 6 тур — 26 грудня (11-00) - 7 тур — 27 грудня (11-00) - 8 тур — 28 грудня (11-00) - 9 тур — 29 грудня (11-00) - закриття турніру — 29 грудня (18-00) або після тай-брейків. |

Примітка: час Київський.

### Контроль часу
- 90 хвилин на 40 ходів, 30 хвилин до закінчення партії та додатково 30 секунд на хід, починаючи з першого.

### Призовий фонд
Загальний призовий фонд турніру становить — 130 000 $, зокрема:
| Місце | Загальний залік | Жіночий залік | Арабський залік | Юніорський залік | ЕЛО 2300 — 2399 | ЕЛО 2400 — 2499 | ЕЛО 2500 — 2599 |
| ----- | --------------- | ------------- | --------------- | ---------------- | --------------- | --------------- | --------------- |
| 1     | 27 000 $        | 8 000 $       | 2 500 $         | 1 500 $          | 1 000 $         | 1 000 $         | 1 000 $         |
| 2     | 16 000 $        | 4 000 $       | 1 500 $         | 1 000 $          | 500 $           | 500 $           | 500 $           |
| 3     | 12 000 $        | 2 500 $       | 1 000 $         |                  |                 |                 |                 |
| 4     | 8 500 $         | 1 500 $       |                 |                  |                 |                 |                 |
| 5     | 7 500 $         | 1 000 $       |                 |                  |                 |                 |                 |
| 6     | 5 500 $         |               |                 |                  |                 |                 |                 |
| 7     | 4 500 $         |               |                 |                  |                 |                 |                 |
| 8     | 3 500 $         |               |                 |                  |                 |                 |                 |
| 9     | 2 500 $         |               |                 |                  |                 |                 |                 |
| 10    | 2 000 $         |               |                 |                  |                 |                 |                 |
| 11    | 1 500 $         |               |                 |                  |                 |                 |                 |
| 12    | 1 300 $         |               |                 |                  |                 |                 |                 |
| 13    | 1 200 $         |               |                 |                  |                 |                 |                 |
| 14    | 1 200 $         |               |                 |                  |                 |                 |                 |
| 15    | 1 100 $         |               |                 |                  |                 |                 |                 |
| 16    | 1 100 $         |               |                 |                  |                 |                 |                 |
| 17    | 1 100 $         |               |                 |                  |                 |                 |                 |
| 18    | 1 000 $         |               |                 |                  |                 |                 |                 |
| 19    | 1 000 $         |               |                 |                  |                 |                 |                 |
| 20    | 1 000 $         |               |                 |                  |                 |                 |                 |
| Разом | 100 500 $       | 17 500 $      | 5 000 $         | 2 500 $          | 1 500 $         | 1 500 $         | 1 500 $         |

## Учасники— фаворити турніру
| - Магнус Карлсен ( Норвегія, 2834) — 1 - Володимир Крамник ( Росія, 2796) — 4 - Аніш Гірі ( Нідерланди, 2784) — 8 - Веслі Со ( США, 2775) — 10 - Сергій Карякін ( Росія, 2776) — 12 - Лі Чао ( КНР, 2750) — 15 - Шахріяр Мамед'яров( Азербайджан, 2748) — 16 - Євген Томашевський ( Росія, 2744) — 18 - Пентала Харікрішна ( Індія, 2743) — 19 - Дмитро Яковенко ( Росія, 2737) — 21 - Юй Ян'ї ( КНР, 2736) — 22 | - Вей Ї ( КНР, 2730) — 27 - Микита Вітюгов ( Росія, 2724) — 30 - Радослав Войташек ( Польща, 2723) — 31 - Антон Коробов ( Україна, 2713) — 34 - Василь Іванчук ( Україна, 2710) — 37 - Руслан Пономарьов ( Україна, 2710) — 38 - Олександр Моїсеєнко ( Україна, 2689) — 53 - Хоу Іфань ( КНР, 2683) — 59 (1 — серед жінок) - Наталія Жукова ( Україна, 2488) — 878 (20 — серед жінок) |  |

жирним — місце в рейтингу станом на грудень 2015 року.

## Турнірна таблиця
Турнірне становище після 1 туру — див.
Турнірне становище після 2 туру — див.
Турнірне становище після 3 туру — див.
Турнірне становище після 4 туру — див.

Лідери після 4 туру:
- 1—5 місця — Аніш Гірі, Лі Чао, Веслі Со, Магнус Карлсен, Максим Матлаков — по 3½ очки;
- 6—24 місця — по 3 очки (в тому числі Шахріяр Мамед'яров, Сергій Карякін, Володимир Крамник, Радослав Войташек, Юй Яньї, Антон Коробов, Даніїл Дубов, Хоу Іфань);
- 25—52 місця — по 2½ очки (в тому числі Василь Іванчук, Олександр Моїсеєнко, Руслан Пономарьов)

Турнірне становище після 5 туру — див.

Лідери після 5 туру:
- 1 місце — Магнус Карлсен — 4½ очки;
- 2—9 місця — Аніш Гірі, Веслі Со, Сергій Карякін, Володимир Крамник, Шахріяр Мамед'яров, Юй Яньї, Сурія Гангулі, Даріуш Сверч — по 4 очки;
- 10—27 місця — по 3½ очки (в тому числі Руслан Пономарьов, Лі Чао, Радослав Войташек, Хоу Іфань, Дмитро Яковенко, Микита Вітюгов);
- 28—56 місця — по 3 очки (в тому числі Антон Коробов, Василь Іванчук);

Турнірне становище після 6 туру — див.
- 1 місце — Магнус Карлсен — 5 очок;
- 2—14 місця — Аніш Гірі, Веслі Со, Сергій Карякін, Володимир Крамник, Шахріяр Мамед'яров, Юй Яньї, Сурія Гангулі, Руслан Пономарьов, Дмитро Яковенко, Санан Сюгіров — по 4½ очки;
- 15—31 місця — по 4 очки (в тому числі Антон Коробов, Василь Іванчук, Лі Чао, Хоу Іфань, Микита Вітюгов);

Турнірне становище після 7 туру — див.
- 1—3 місця — Шахріяр Мамед'яров, Магнус Карлсен, Санан Сюгіров — 5½ очок;
- 4—19 місця — по 5 очок (в тому числі Аніш Гірі, Веслі Со, Сергій Карякін, Володимир Крамник, Руслан Пономарьов, Володимир Акопян, Микита Вітюгов, Василь Іванчук, Юй Ян'ї, Пентала Харікрішна);
- 20—30 місця — по 4½ очки (в тому числі Дмитро Яковенко, Євген Томашевський, Сурія Гангулі, Девід Хауелл);
- 31—55 місця — по 4 очки (в тому числі Антон Коробов, Хоу Іфань);

Турнірне становище після 8 туру — див.
- 1 місце — Магнус Карлсен — 6½ очок;
- 2—3 місця — Володимир Крамник, Юй Ян'ї — 6 очок;
- 4—20 місця — по 5½ очок (в тому числі Аніш Гірі, Шахріяр Мамед'яров, Веслі Со, Сергій Карякін, Руслан Пономарьов, Володимир Акопян, Санан Сюгіров, Микита Вітюгов, Сурія Гангулі, Василь Іванчук, Пентала Харікрішна);
- 21—35 місця — по 5 очок (у тому числі Дмитро Яковенко, Євген Томашевський, Радослав Войташек, Девід Хауелл, Нільс Гранделіус);
- 36—53 місця — по 4½ очки (в тому числі Антон Коробов, Хоу Іфань);

### Підсумкова турнірна таблиця
— див.
| Місце | Шахіст               | Країна      | Рейтинг |  | + | = | − | Очки | Перфоменс | +/-    | Призові ($) |
| ----- | -------------------- | ----------- | ------- |  | - | - | - | ---- | --------- | ------ | ----------- |
| 1     | Магнус Карлсен       | Норвегія    | 2834    |  | 5 | 4 | 0 | 7    | 2887      | + 6,8  | 27000       |
| 2     | Юй Ян'ї              | КНР         | 2776    |  | 5 | 4 | 0 | 7    | 2863      | +14,4  | 16000       |
| 3     | Володимир Крамник    | Росія       | 2796    |  | 4 | 5 | 0 | 6½   | 2833      | + 5,1  | 12000       |
| 4     | Сергій Карякін       | Росія       | 2766    |  | 4 | 5 | 0 | 6½   | 2793      | + 3,6  | 8500        |
| 5     | Санан Сюгіров        | Росія       | 2646    |  | 5 | 3 | 1 | 6½   | 2791      | + 18,3 | 7500        |
| 6     | Ні Хуа               | КНР         | 2693    |  | 4 | 5 | 0 | 6½   | 2762      | + 8,7  | 5500        |
| 7     | Василь Іванчук       | Україна     | 2710    |  | 4 | 5 | 0 | 6½   | 2700      | - 0,2  | 4500        |
| 8     | Аніш Гірі            | Нідерланди  | 2784    |  | 3 | 6 | 0 | 6    | 2815      | + 4,3  | 3500        |
| 9     | Сюй Інлунь           | КНР         | 2470    |  | 4 | 4 | 1 | 6    | 2800      | +38,4  | 2500        |
| 10    | Сурія Гангулі        | Індія       | 2648    |  | 4 | 4 | 1 | 6    | 2743      | + 12,0 | 2000        |
| 11    | Пентала Харікрішна   | Індія       | 2743    |  | 3 | 6 | 0 | 6    | 2736      | - 0,5  | 1500        |
| 12    | Руслан Пономарьов    | Україна     | 2710    |  | 3 | 6 | 0 | 6    | 2720      | + 1,8  | 1300        |
| 13    | Володимир Акопян     | Вірменія    | 2648    |  | 4 | 4 | 1 | 6    | 2713      | + 8,2  | 1200        |
| 14    | Ян-Кшиштоф Дуда      | Польща      | 2663    |  | 4 | 4 | 1 | 6    | 2697      | + 4.4  | 1200        |
| 15    | Нгуен Нгок Чионг Шон | В'єтнам     | 2642    |  | 3 | 6 | 0 | 6    | 2691      | + 6.7  | 1100        |
| 16    | Микита Вітюгов       | Росія       | 2724    |  | 4 | 4 | 1 | 6    | 2687      | - 3,4  | 1100        |
| 17    | Панаяпан Сетхураман  | Індія       | 2639    |  | 6 | 0 | 3 | 6    | 2634      | + 0,3  | 1100        |
| 18    | Веслі Со             | США         | 2775    |  | 3 | 5 | 1 | 5½   | 2753      | - 1,8  | 1000        |
| 19    | Лі Чао               | КНР         | 2750    |  | 3 | 5 | 1 | 5½   | 2750      | + 0,6  | 1000        |
| 20    | Шахріяр Мамед'яров   | Азербайджан | 2748    |  | 4 | 3 | 2 | 5½   | 2743      | - 0,1  | 1000        |
| …     |                      |             |         |  |   |   |   |      |           |        |             |
| 31    | Антон Коробов        | Україна     | 2713    |  | 4 | 3 | 2 | 5½   | 2661      | - 5,6  |             |
| 38    | Хоу Іфань            | КНР         | 2683    |  | 3 | 5 | 1 | 5½   | 2591      | - 9,6  | 8000        |
| 50    | Олександр Моїсеєнко  | Україна     | 2689    |  | 3 | 4 | 2 | 5    | 2551      | - 16,0 |             |
| 53    | Аліна Кашлінська     | Росія       | 2448    |  | 4 | 2 | 3 | 5    | 2500      | + 5,8  | 4000        |
| 54    | Бела Хотенашвілі     | Грузія      | 2496    |  | 3 | 4 | 2 | 5    | 2491      | - 1,5  | 2500        |
| 58    | Олександра Костенюк  | Росія       | 2542    |  | 3 | 3 | 3 | 4½   | 2604      | + 7,5  | 1500        |
| 61    | Ейша Караваде        | Індія       | 2379    |  | 3 | 3 | 3 | 4½   | 2559      | + 20,6 | 1000        |
| 88    | Наталія Жукова       | Україна     | 2488    |  | 2 | 4 | 3 | 4    | 2460      | - 3,9  |             |

### Тай-брейк
|                | 1 | 2 | Очки |
| -------------- | - | - | ---- |
| Магнус Карлсен | 1 | 1 | 2    |
| Юй Ян'ї        | 0 | 0 | 0    |

## Результати українських шахістів
- Посів — відповідно до рейтингу Ело;
- Очки — сума набраних очок (1 за перемогу шахіста, ½ за нічию, 0 — за поразку);
- 1, 2, 3 і т. д.  — тури;
- 2542 — рейтинг суперника;
- Б/Ч — білі/чорні фігури;
- Перф — турнірний перфоменс;
- М — місце

| Посів | Шахіст              | Рейтинг | Очки | + | = | - | 1        | 2        | 3        | 4        | 5        | 6        | 7        | 8        | 9        | Перф | +/-   | Місце |
| ----- | ------------------- | ------- | ---- | - | - | - | -------- | -------- | -------- | -------- | -------- | -------- | -------- | -------- | -------- | ---- | ----- | ----- |
| 15    | Антон Коробов       | 2713    | 5½   | 4 | 3 | 2 | 2466 Б 1 | 2560 Ч ½ | 2619 Б ½ | 2597 Ч 1 | 2646 Б 0 | 2622 Ч 1 | 2642 Б 0 | 2594 Ч ½ | 2486 Б 1 | 2661 | -5,6  | 31    |
| 16    | Василь Іванчук      | 2710    | 6½   | 4 | 5 | 0 | 2463 Ч ½ | 2482 Б 1 | 2526 Ч ½ | 2590 Б ½ | 2470 Ч ½ | 2562 Б 1 | 2422 Ч 1 | 2648 Б ½ | 2646 Ч 1 | 2700 | -0,2  | 7     |
| 17    | Руслан Пономарьов   | 2710    | 6    | 3 | 6 | 0 | 2462 Б 1 | 2542 Ч ½ | 2597 Б ½ | 2619 Ч ½ | 2590 Б 1 | 2520 Ч 1 | 2775 Б ½ | 2784 Ч ½ | 2470 Б ½ | 2720 | 1,8   | 12    |
| 19    | Олександр Моїсеєнко | 2689    | 5    | 3 | 4 | 2 | 2454 Б ½ | 2442 Ч ½ | 2466 Б ½ | 2463 Ч 1 | 2589 Б 0 | 2513 Ч 1 | 2619 Б 0 | 2542 Ч ½ | 2488 Б 1 | 2551 | -16,0 | 50    |
| 73    | Наталія Жукова      | 2488    | 4    | 2 | 4 | 3 | 2748 Ч 0 | 2377 Б 1 | 2724 Ч ½ | 2325 Б 0 | 2438 Ч ½ | 2407 Б ½ | 2425 Ч ½ | 2390 Б 1 | 2689 Ч 0 | 2460 | -3,9  | 88    |